# Turecko na Letních olympijských hrách 2016
Turecko na Letních olympijských hrách 2016 v Riu reprezentovalo 103 sportovců, z toho 55 mužů a 48 žen ve 21 sportech. Největší zastoupení mělo v atletice (31), zápase (14) a basketbalu (12).

## Medailisté
| Medaile | Jméno sportovce   | Sport     | Disciplína                  | Datum dosažení |
| ------- | ----------------- | --------- | --------------------------- | -------------- |
| Zlato   | Taha Akgül        | Zápas     | Muži volný styl do 125 kg   | 20. srpna      |
| Stříbro | Daniyar Ismayilov | Vzpírání  | do 69 kg                    | 9. srpna       |
| Stříbro | Rıza Kaya'alp     | Zápas     | Muži řecko-římský do 130 kg | 15. srpna      |
| Stříbro | Selim Yaşar       | Zápas     | Muži volný styl do 86 kg    | 20. srpna      |
| Bronz   | Cenk İldem        | Zápas     | Muži řecko-římský do 98 kg  | 16. srpna      |
| Bronz   | Yasmani Copello   | Atletika  | 400 m překážek              | 18. srpna      |
| Bronz   | Soner Demirtaş    | Zápas     | Muži volný styl do 74 kg    | 19. srpna      |
| Bronz   | Nur Tatarová      | Taekwondo | do 67 kg                    | 19. srpna      |

## Počet soutěžících v jednotlivých sportech
| Sport             | Muži | Ženy | Celkem |
| ----------------- | ---- | ---- | ------ |
| Atletika          | 20   | 11   | 31     |
| Badminton         | 0    | 1    | 1      |
| Basketbal         | 0    | 12   | 12     |
| Box               | 6    | 0    | 6      |
| Cyklistika        | 2    | 0    | 2      |
| Gymnastika        | 1    | 1    | 2      |
| Jachting          | 4    | 2    | 6      |
| Jezdectví         | 1    | 0    | 1      |
| Judo              | 1    | 3    | 4      |
| Kanoistika        | 0    | 1    | 1      |
| Lukostřelba       | 1    | 1    | 2      |
| Moderní pětiboj   | 0    | 1    | 1      |
| Plavání           | 1    | 3    | 4      |
| Sportovní střelba | 4    | 0    | 4      |
| Stolní tenis      | 1    | 1    | 2      |
| Šerm              | 0    | 1    | 1      |
| Taekwondo         | 1    | 1    | 2      |
| Tenis             | 0    | 1    | 1      |
| Veslování         | 2    | 0    | 2      |
| Vzpírání          | 1    | 3    | 4      |
| Zápas             | 9    | 5    | 14     |
| Celkem            | 55   | 48   | 103    |

## Atletika

### Muži

#### Běžecké a chodecké disciplíny
| Atlet                  | Disciplína         | Rozběh    | Rozběh    | Semifinále  | Semifinále  | Finále       | Finále           |
| Atlet                  | Disciplína         | Čas       | Pořadí    | Čas         | Pořadí      | Čas          | Pořadí           |
| ---------------------- | ------------------ | --------- | --------- | ----------- | ----------- | ------------ | ---------------- |
| Jak Ali Harvey         | běh na 100 m       | 10.14     | 2 Q       | 10.03       | 10          | nepostoupil  | nepostoupil      |
| Jak Ali Harvey         | běh na 200 m       | 20.58     | 6         | nepostoupil | nepostoupil | nepostoupil  | nepostoupil      |
| Ramil Guliyev          | běh na 200 m       | 20.23     | 2 Q       | 20.09       | 4 Q         | 20.43        | 8                |
| İlham Tanui Özbilen    | běh na 1500 m      | 3:49.02   | 13        | nepostoupil | nepostoupil | nepostoupil  | nepostoupil      |
| Ali Kaya               | běh na 5000 m      | 14:05.34  | 19        | nekoná se   | nekoná se   | nepostoupil  | nepostoupil      |
| Ali Kaya               | běh na 10000m      | nekoná se | nekoná se | nekoná se   | nekoná se   | DNF          | DNF              |
| Polat Kemboi Arıkan    | běh na 10000m      | nekoná se | nekoná se | nekoná se   | nekoná se   | 27:35.50     | 13               |
| Yasmani Copello        | 400 m překážek     | 49.52     | 1 Q       | 48.61       | 3 Q         | 47.92        | Bronzová medaile |
| Aras Kaya              | 300 m steeplechase | 8:32.35   | 8         | nekoná se   | nekoná se   | nepostoupil  | nepostoupil      |
| Halil Akkaş            | 300 m steeplechase | 8:33.12   | 7         | nekoná se   | nekoná se   | nepostoupil  | nepostoupil      |
| Tarık Langat Akdağ     | 300 m steeplechase | DNF       | DNF       | nekoná se   | nekoná se   | nepostoupil  | nepostoupil      |
| Emre Zafer Barnes      | 4 x 100 m štafeta  | 38.30     | 4         | nekoná se   | nekoná se   | nepostoupili | nepostoupili     |
| Umutcan Cumali Emektaş | 4 x 100 m štafeta  | 38.30     | 4         | nekoná se   | nekoná se   | nepostoupili | nepostoupili     |
| Jak Ali Harvey         | 4 x 100 m štafeta  | 38.30     | 4         | nekoná se   | nekoná se   | nepostoupili | nepostoupili     |
| Ramil Guliyev          | 4 x 100 m štafeta  | 38.30     | 4         | nekoná se   | nekoná se   | nepostoupili | nepostoupili     |
| İzzet Safer            | 4 x 100 m štafeta  | 38.30     | 4         | nekoná se   | nekoná se   | nepostoupili | nepostoupili     |
| Furkan Şen             | 4 x 100 m štafeta  | 38.30     | 4         | nekoná se   | nekoná se   | nepostoupili | nepostoupili     |
| Bekir Karayel          | maraton            | nekoná se | nekoná se | nekoná se   | nekoná se   | 2:31:27      | 126              |
| Ercan Muslu            | maraton            | nekoná se | nekoná se | nekoná se   | nekoná se   | 2:18:40      | 51               |
| Kaan Kigen Özbilen     | maraton            | nekoná se | nekoná se | nekoná se   | nekoná se   | 2:14:11      | 17               |
| Ersin Tacir            | chůze 20 km        | nekoná se | nekoná se | nekoná se   | nekoná se   | 1:22.53      | 30               |
| Mert Atlı              | chůze 20 km        | nekoná se | nekoná se | nekoná se   | nekoná se   | 1:31.36      | 62               |

#### Hody, skoky
| Atlet           | Disciplína   | Kvalifikace | Kvalifikace | Finále      | Finále      |
| Atlet           | Disciplína   | Výkon       | Pořadí      | Čas         | Pořadí      |
| --------------- | ------------ | ----------- | ----------- | ----------- | ----------- |
| Şeref Osmanoğlu | trojskok     | X           | X           | nepostoupil | nepostoupil |
| Eşref Apak      | hod kladivem | 70.08       | 15          | nepostoupil | nepostoupil |

### Ženy

#### Běžecké disciplíny
| Atlet          | Disciplína          | Rozběh    | Rozběh    | Finále       | Finále       |
| Atlet          | Disciplína          | Čas       | Pořadí    | Čas          | Pořadí       |
| -------------- | ------------------- | --------- | --------- | ------------ | ------------ |
| Yasemin Can    | běh na 5000 m       | 15:19.50  | 2 Q       | 14:56.96     | 6            |
| Yasemin Can    | běh na 10000 m      | nekoná se | nekoná se | 30:26.41     | 7            |
| Meryem Akda    | 3000 m steeplechase | 9:50.28   | 14        | nepostoupila | nepostoupila |
| Özlem Kaya     | 3000 m steeplechase | 9:32.03   | 9         | nepostoupila | nepostoupila |
| Tuğba Güvenç   | 3000 m steeplechase | 9:49.93   | 14        | nepostoupila | nepostoupila |
| Esma Aydemir   | maraton             | nekoná se | nekoná se | 2:39.59      | 58           |
| Sultan Haydar  | maraton             | nekoná se | nekoná se | 2:53.57      | 111          |
| Meryem Erdoğan | maraton             | nekoná se | nekoná se | 2:54.04      | 112          |

#### Hody, vrhy, skoky
| Atlet           | Disciplína   | Kvalifikace | Kvalifikace | Finále       | Finále       |
| Atlet           | Disciplína   | Výkon       | Pořadí      | Čas          | Pořadí       |
| --------------- | ------------ | ----------- | ----------- | ------------ | ------------ |
| Karin Melis Mey | skok daleký  | 6.49        | 14          | nepostoupila | nepostoupila |
| Emel Dereli     | vrh koulí    | 17.01       | 24          | nepostoupila | nepostoupila |
| Kıvılcım Kaya   | hod kladivem | 64.79       | 26          | nepostoupila | nepostoupila |
| Tuğçe Şahutoğlu | hod kladivem | 67.05       | 21          | nepostoupila | nepostoupila |

## Box
| Sportovec          | Disciplína | 1. kolo               | Osmifinále         | Čtvrtfinále           | Semifinále      | Finále / Zápas o 3. místo | Finále / Zápas o 3. místo |
| Sportovec          | Disciplína | Soupeř Výsledek       | Soupeř Výsledek    | Soupeř Výsledek       | Soupeř Výsledek | Soupeř Výsledek           | Pořadí                    |
| ------------------ | ---------- | --------------------- | ------------------ | --------------------- | --------------- | ------------------------- | ------------------------- |
| Selçuk Eker        | do 52 kg   | Hu Jg (CHN) 1–2       | nepostoupil        | nepostoupil           | nepostoupil     | nepostoupil               | nepostoupil               |
| Batuhan Gözgeç     | do 64 kg   | Smaila (CMR) 3–0      | Teixeira (BRA) 3–0 | Harutyunyan (GER) 0–3 | nepostoupil     | nepostoupil               | 5                         |
| Onur Şipal         | do 69 kg   | Chamov (BUL) 0–3      | nepostoupil        | nepostoupil           | nepostoupil     | nepostoupil               | nepostoupil               |
| Önder Şipal        | do 75 kg   | Muziyo (ZAM) 2–1      | Yadav (IND) 0–3    | nepostoupil           | nepostoupil     | nepostoupil               | nepostoupil               |
| Mehmet Nadir Ünal  | do 81 kg   | Saada (MAR) kontumace | La Cruz (CUB) 0–3  | nepostoupil           | nepostoupil     | nepostoupil               | nepostoupil               |
| Ali Eren Demirezen | nad 91 kg  | volný los             | Hrgović (CRO) 0–3  | nepostoupil           | nepostoupil     | nepostoupil               | nepostoupil               |